# Gonioctena aegrota litoralis
Gonioctena aegrota litoralis é uma subespécie de insetos coleópteros polífagos pertencente à família Chrysomelidae.
A autoridade científica da subespécie é Kippenberg,, tendo sido descrita no ano de 2001.
Trata-se de uma subespécie presente no território português.